# Les Chapelles-Bourbon
Les Chapelles-Bourbon – miejscowość i gmina we Francji, w regionie Île-de-France, w departamencie Sekwana i Marna.
Według danych na rok 1990 gminę zamieszkiwały 214 osoby, a gęstość zaludnienia wynosiła 33 osób/km² (wśród 1287 gmin regionu Île-de-France Les Chapelles-Bourbon plasuje się na 984. miejscu pod względem liczby ludności, natomiast pod względem powierzchni na miejscu 583.).